# محمد بكر (لاعب كرة قدم ماليزي)
محمد بكر هو لاعب كرة قدم ماليزي في مركز الهجوم، ولد في 25 يونيو 1945 في سنغافورة، وتوفي في 8 نوفمبر 2020 في Kepala Batas, Seberang Perai ‏ في ماليزيا.

## وصلات خارجية
- محمد بكر على موقع أوليمبيديا (الإنجليزية)